# Семенко Андрій Миколайович
Андрій Миколайович Семенко (нар. 17 липня 1993) — український футболіст, центральний захисник «Минаю».

## Життєпис
Андрій Семенко народився 17 липня 1993 року. В ДЮФЛУ до 2010 року вистуав у клубі «Княжа» (Щасливе).
З 2013 року виступає в клубі «Колос» (Ковалівка). На професіональному рівні дебютував 26 липня 2015 року в домашньому поєдинку 1-го туру чемпіонату України серед клубів другої ліги проти Арсенала-Київщини. Команда з Ковалівки в тому матчі здобула перемогу з рахунком 2:0. Андрій вийшов на поле у стартовому складі, провів на полі увесь поєдинок, а на 35-ій хвилині відзначився дебютним на професіональному рівні голом.

## Досягнення

### На професіональному рівні
- Друга ліга:
  -  Переможець (1): 2015-16

### На любительському рівні
- Чемпіонат України серед аматорів:
  -  Бронзовий призер (1): 2015

- Чемпіонат Київської області:
  -  Чемпіон (2): 2013, 2014

- Кубок області:
  -  Володар (1): 2014

- Суперкубок Київської області:
  -  Володар (2): 2013, 2014

- Меморіал Олександра Щанова:
  -  Фіналіст (1): 2013

- Меморіал Олега Макарова:
  -  Володар (1): 2015